# Soledad, Atlántico
Soledad là một khu tự quản thuộc tỉnh Atlántico, Colombia. Thủ phủ của khu tự quản Soledad đóng tại Soledad Khu tự quản Soledad có diện tích 67 ki lô mét vuông. Đến thời điểm ngày 28 tháng 5 năm 2005, khu tự quản Soledad có dân số 238153 người.